# Antaifasy
Gli Antaifasy (o Antefasy) sono un popolo del sud-est del Madagascar, presenti nella zona di Farafangana. Gli appartenenti a questa etnia sono circa 179.000 e rappresentano l'1 % della popolazione malgascia. Il nome "Antaifasy", in lingua malgascia, significa "coloro che vivono nella sabbia".
Come gli Antaisaka, sono forse originari dell'ovest, da cui sarebbero fuggiti a causa dell'ostilità di altre etnie locali; ma le loro caratteristiche somatiche fanno supporre un'antica discendenza da popolazioni dell'India.
Hanno una legge tribale molto severa, e fra i loro usi tipici vi è l'abitudine di seppellire i morti nel profondo della foresta.